# Ahmad Jumat

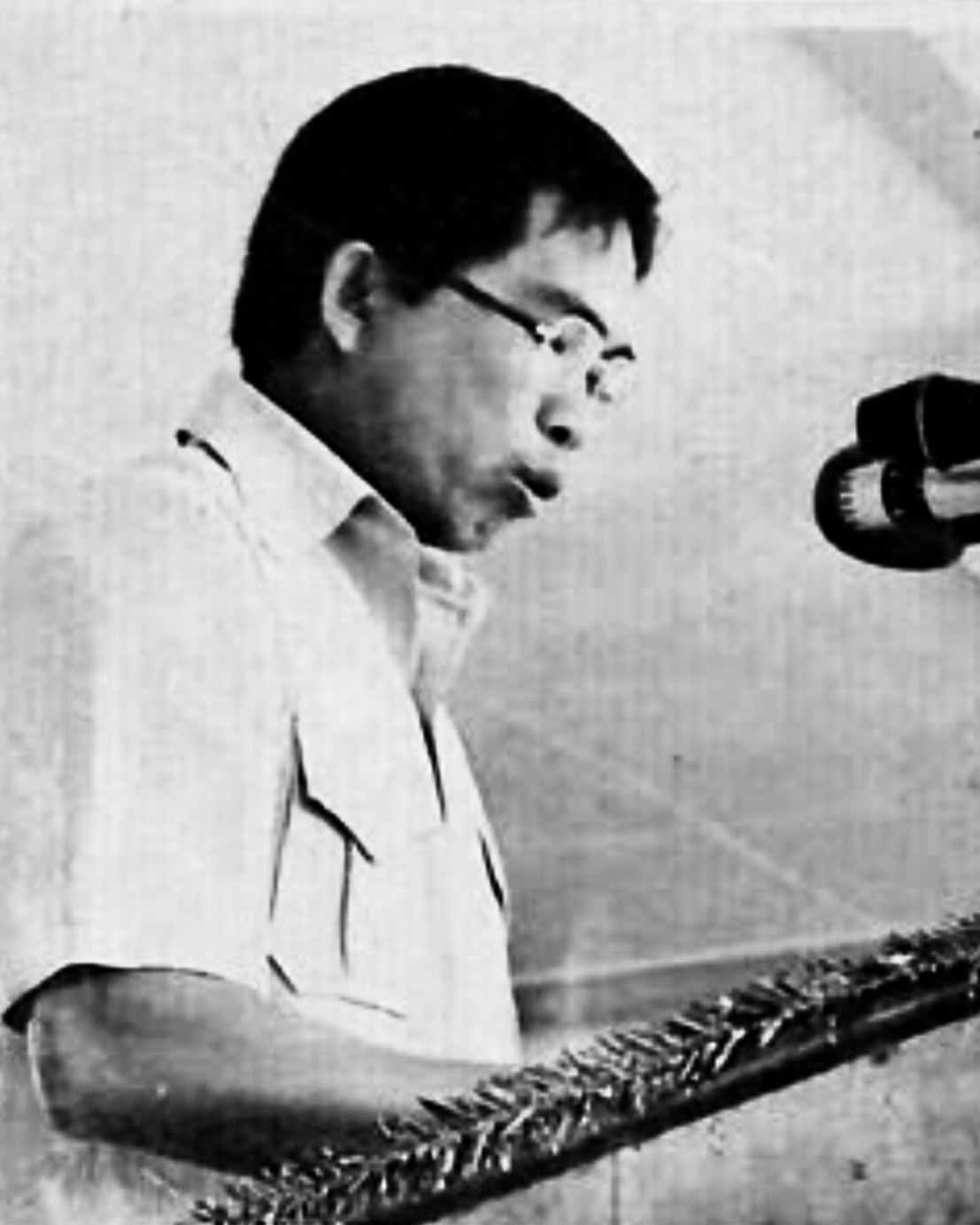
Awang Ahmad bin Haji Jumat.

Ahmad bin Jumat ist ein Adliger, Beamter und Politiker in Brunei. Er ist derzeit Repräsentant von 'Brunei Darussalam' bei der ASEAN Intergovernmental Commission on Human Rights (AICHR). Davor war er Minister of Culture, Youth and Sports (MCYS, 2010–2008), Minister of Industry and Primary Resources (MIPR, 2005–2008), und Minister of Development (MOD, 2002–2008).

## Leben

### Ausbildung
Ahmad hat einen Bachelor of Arts (BA) von der Universität Malaya in Malaysia, Master of Education (MEd) der University of Alberta in Kanada und einen Doktor of Education (D.Ed.) der University of Southern California in den Vereinigten Staaten.

### Karriere
Ahmad Jumat begann in Brunei als Beamter im Menteri Besar Office (1965–1969). Dann arbeitete er als Administrator und Senior Administrator im Department of Education (1969–1971), er war Planungsleiter am Department of Education (1973–1975), stellvertretender Director of Education (1975–1977), Director of Education (1977–1982), Director of Establishment in der Leitung des State Civil Service (1982–1983), Director of diplomatic Services (1983–1984), Permanent Secretary im Außenministerium (1984–1986), Stellvertretender Minister of Education (1986–2001), Acting Minister of Development (2001), Minister of Development (2002–2005), Minister of Industry and Primary Resources (2005–2008), Minister of Culture, Youth and Sports (2008–2010) und Repräsentant von Brunei Darussalam in der AICHR seit November 2011.

#### Minister of Development
Am 27. November 2004 kündigten die zuständigen ASEAN-Minister (einschließlich Ahmad) an, die Stärkung der Forschungs- und Entwicklungsinfrastruktur (F&E) sowie der Humanressourcenbasis in Wissenschaft, Technologie und Ingenieurwesen in den ASEAN-Mitgliedstaaten zu fördern. Dazu sollte das Asean Virtual Institute of Science and Technology (AVIST) gegründet werden.
Die Universität von Brunei Darussalam (UBD) organisierte die internationale Konferenz „Contemporary Issues in Economic Development of Small States“, die vom 5. bis 6. Januar 2005 im Kanzlersaal der UBD stattfand. Die Veranstaltung wurde von Pehin Mohammad Daud geleitet, während Pehin Ahmad die Grundsatzrede hielt.

#### Minister of Industry and Primary Resources
Während der Sitzung des Legislativrates am 5. März 2008 forderte Pehin Ahmad Regierung und Wirtschaftsorganisationen dazu auf  zusammenarbeiten, um die Perspektiven junger Menschen zu verändern, weg von der Bevorzugung einer Karriere im öffentlichen Sektor und hin zu Karrieren, die unternehmerisch und wirtschaftsorientiert sind. Von einer Gesamtbevölkerung von 391.000 Einwohnern seien in Brunei 71.000 Menschen, einschließlich von solchen, die als Tagelöhner bezahlt werden, beim Staat beschäftigt, betonte der Minister. Er glaubte auch, dass eine Reihe von Regierungsorganisationen und sogar einige private Unternehmen dazu beitragen sollten, die Einheimischen zu ermutigen, eigene Unternehmen zu gründen.

#### Minister of Culture, Youth and Sports
Die drei Länder Borneo, Brunei, Indonesien und Malaysia unterzeichneten im Februar 2007 eine historische Proklamation die Sicherung einer gesunden Zukunft des Hochlandregenwaldes Borneos zum Ausdruck zu bringen. Die Heart-of-Borneo-Initiative zielt darauf ab, Naturschutz und nachhaltige Entwicklung zu fördern, die das Wohlergehen der Inselbewohner verbessert und gleichzeitig die Entwaldung, Waldschädigung und den daraus resultierenden Verlust an Artenvielfalt und Biodiversität und Ökosystemdienstleistung minimiert. Die Minister Pehin Ahmad, Malam Sambat Kaban und Dato Azmi bin Khalid unterzeichneten im Namen der drei Regierungen Borneos die Herz-von-Borneo-Erklärung.
Der Islamische Religionsrat und die Gemeindeentwicklungsabteilung des MCYS stellten im Jahr 2007 21.608 Menschen oder 5,54 Prozent der Gesamtbevölkerung Bruneis finanzielle Unterstützung zur Verfügung. Der Fonds, der über ein jährliches Gesamtbudget von 22,6 Millionen US-Dollar verfügt, ist für den Teil der Bevölkerung bestimmt, welcher unter der relativen Armutsgrenze liegen. Bei der Eröffnungszeremonie des zweitägigen regionalen Seminars mit dem Thema „Geschichte in der Entwicklung des Landes“, das gemeinsam von der Sultan Haji Hassanal Bolkiah Foundation und der Brunei History Association (Pesebar) an der Universität von Brunei Darussalam organisiert wurde, machte Pehin Ahmad diesen Punkt deutlich

„Damit wir die Vorteile nutzen können, müssen wir beginnen, die Geschichte wertzuschätzen ... Die Geschichte ist der beste Lehrer im Leben, da sie eine wichtige Rolle bei der Bestimmung der Größe einer Zivilisation, Rasse und Nation spielt. Wir müssen die Tatsache akzeptieren, dass wir uns jetzt in einem Umfeld voller Herausforderungen, Probleme und Wettbewerbe befinden, die gemeistert, bestanden und bewältigt werden müssen... Die Zukunft ist unmöglich vorherzusagen. Veränderung ist das Einzige, was beständig ist.“

Daraufhin wurde der Gemeindeentwicklungsbeauftragte der Abteilung für Bewährung und gemeinnützige Arbeit des Ministeriums für Gemeindeentwicklung vom Minister für Kultur, Jugend und Sport am 25. Februar 2010 gemäß der in Abschnitt 3 erteilten Befugnis zum Hauptbewährungshelfer für die Durchsetzung dieser Verordnung ernannt.

## Familie
Ahmad ist verheiratet.

## Ehrungen

### Titel
Ahmad führt den Titel Yang Berhormat (Der Ehrbare) Pehin Orang Kaya Setia Pahlawan, wodurch er zum Stand der Manteri gehört.

### Orden
- Order of Setia Negara Brunei 1. Klasse (PSNB) – Dato Seri Setia
- Order of Seri Paduka Mahkota Brunei 1. Klasse (SPMB) – Dato Seri Paduka
- Order of Paduka Seri Laila Jasa 2. Klasse (DSLJ) – Dato Seri Laila Jasa
- Meritorious Service Medal (PJK)
- Long Service Medal (PKL)[17]